# Años 1520
Los años 1520 o década del 1520 empezó el 1 de enero de 1520 y terminó el 31 de diciembre de 1529.

## Acontecimientos
- 1521 - Caída de la ciudad azteca de Tenochtitlán ante los españoles. Se consuma la conquista de México por Hernán Cortés el 14 de agosto.
- 1522 - Adriano VI sucede a León X como papa. Los portugueses se establecen en Madrás.
- 1523 - Clemente VII sucede a Adriano VI como papa.
- Guerra italiana de 1521-1526.